# 刘武 (企业家)
刘武（1963年—），汉族，广东汕头人，中华人民共和国政治人物、第十一届全国人民代表大会广东地区代表。
担任宝供物流集团董事长。加入民建。2008年起担任全国人大代表。